# (5795) Roshchina
(5795) Roshchina es un asteroide perteneciente al cinturón de asteroides, región del sistema solar que se encuentra entre las órbitas de Marte y Júpiter, descubierto el 27 de septiembre de 1978 por Liudmila Chernyj desde el Observatorio Astrofísico de Crimea (República de Crimea).

## Designación y nombre
Designado provisionalmente como 1978 SH1. Fue nombrado Roshchina en homenaje a Elena Olegovna Roshchina, periodista y crítica de cine de la región de Ivanovo de Rusia y joven poetisa asesinada trágicamente. Se interesó por la astronomía, y algunos de sus poemas estaban dedicados a temas cósmicos.

## Características orbitales
Roshchina está situado a una distancia media del Sol de 2,261 ua, pudiendo alejarse hasta 2,612 ua y acercarse hasta 1,910 ua. Su excentricidad es 0,155 y la inclinación orbital 8,391 grados. Emplea 1242,15 días en completar una órbita alrededor del Sol.

## Características físicas
La magnitud absoluta de Roshchina es 13,5. Tiene 4,924 km de diámetro y su albedo se estima en 0,331. 